# آنکتاد

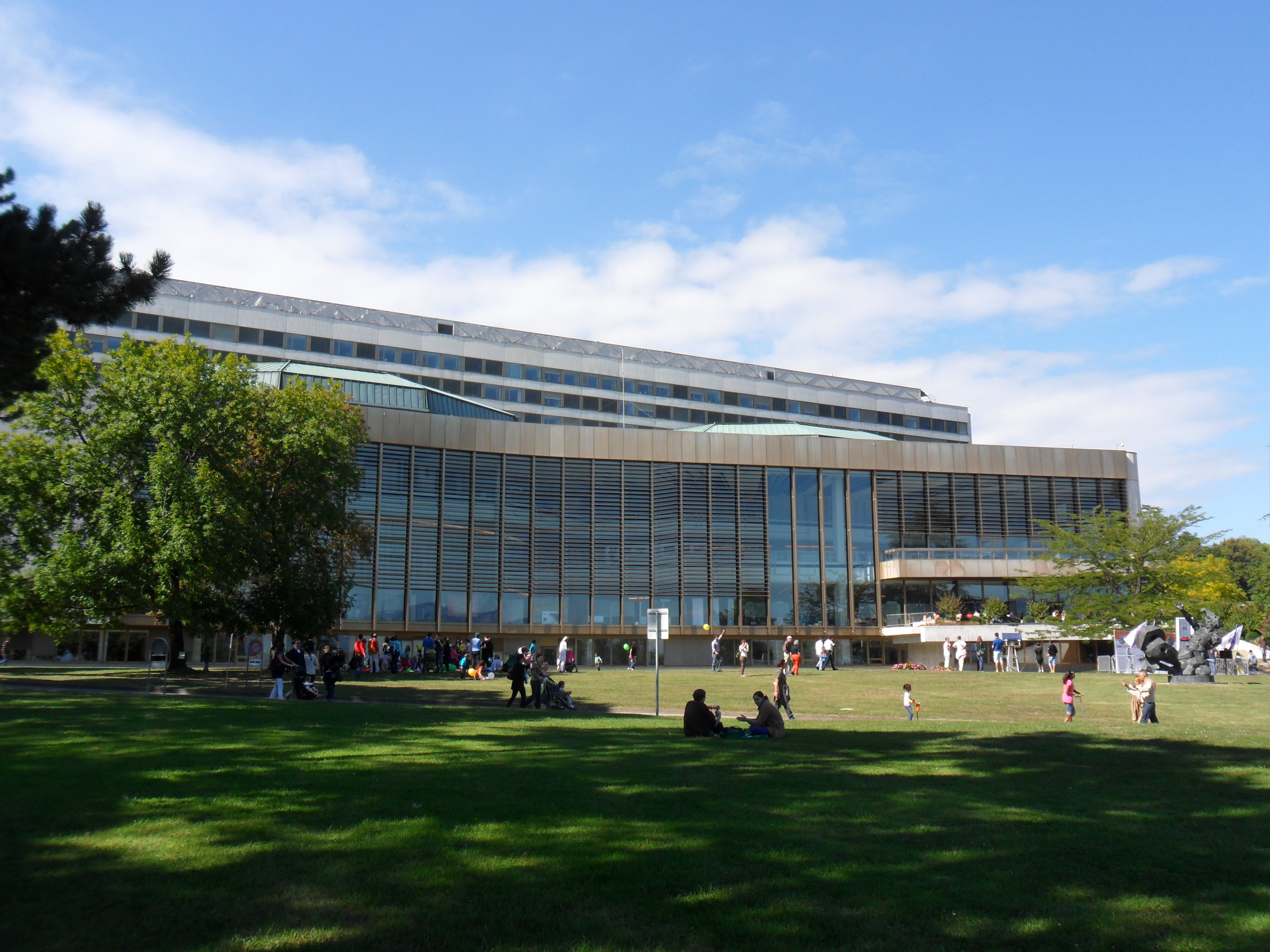
ساختمان ستاد مرکزی کنفرانس تجارت و توسعه سازمان ملل

کنفرانس تجارت و توسعه سازمان ملل (UNCTAD: United Nations Conference on Trade and Development) که به اختصار آنکتاد نامیده می‌شود در سال ۱۹۶۴ میلادی با هدف یک‌پارچگی کشورهای در حال توسعه با اقتصاد جهانی تأسیس شد. آنکتاد یک رکن فرعی مجمع عمومی سازمان ملل متحد است و برمبنای قطعنامه مجمع عمومی سازمان ملل متحد بنا شده است. آنکتاد از ابتدای تأسیس فاقد شخصیت حقوقی بین‌المللی بوده است. آنکتاد در تصمیمات خود در عرصه تجارت بین‌الملل و توسعه اقتصادی مفهوم حاکمیت اقتصادی را علاوه بر حاکمیت سیاسی لحاظ نمود و اصل برابری، همکاری بین‌المللی مبتنی بر انصاف و وابستگی متقابل به نفع کشورهای در حال توسعه را مورد تأکید قرارداده است.
آنکتاد در پی آزادی تجارت بین‌المللی در چارچوب حمایت از کشورهای توسعه نیافته جهان، کاهش میزان ضررها و مساعدت برای توسعه اقتصادی آن‌ها و غیره می‌باشد. به عبارت دیگر آنکتاد اتخاذ رفتار مساعد را ترجیحاً به نفع کشورهای توسعه نیافته جهت سوق دادن این‌گونه کشورها به سطحی متوازن و متعامل با کشورهای توسعه یافته، به عنوان یک قاعده و اصل می‌داند؛ لذا قالب فرمول رفتار مساعد، در موارد لزوم آزادی تجارت بین‌المللی را نپذیرفته است، لکن در موارد مقتضی در راستای منافع کشورهای در حال توسعه، آزادی تجارت بین‌المللی مورد قبول واقع شده است. آنکتاد محور مرکزی سازمان ملل متحد برای برخورد یکپارچه با تجارت و توسعه و مباحث مرتبط با حوزه‌های مالی، تکنولوژی و سرمایه‌گذاری و توسعه در کشورهای در حال توسعه و توسعه نیافته است.
آنکتاد از طریق جستجو و تجزیه و تحلیل رویه‌ها و جمع‌آوری اطلاعات به دنبال ایجاد زمینه برای مشورت بین دولت‌ها و تبادل تجربیات با هدف یکپارچه‌سازی عوامل توسعه است. آنکتاد با سازمان‌های دیگر برای رفع نیازهای کشورهای در حال توسعه همکاری دارد. دبیرخانه آنکتاد در انجام وظایفش همراه با دولت‌های عضو و در تعامل با سازمان‌های وابسته به سازمان ملل متحد و کمیته‌های منطقه‌ای همانند موسسات دولتی، سازمان‌های غیردولتی و غیره کار می‌کند. آنکتاد درراستای تسهیل فرایند توسعه در کشورهای در حال توسعه فعالیت‌های مختلفی را انجام داده است که یکی از آن‌ها توجه به موضوع کارایی تجاری است. یکی از راهکارهای ارائه شده توسط آنکتاد در جهت افزایش کارایی تجاری کشورهای در حال توسعه برنامه نقطه تجاری است.
در برنامه سال ۱۹۹۹، اهداف آنکتاد توسط اعضا برای کمک به راه‌اندازی و هماهنگ‌کردن نقاط تجاری در سراسر دنیا مجدداً مورد بررسی قرار گرفت. در اکتبر ۱۹۹۹ اعضای آنکتاد استراتژی جدیدی با دو جهت‌گیری اصلی برای فعالیت‌های آنکتاد با توجه به برنامه‌های نقاط تجاری ارائه نمودند:
1. توسعه دامنه و کیفیت خدمات فراهم شده به وسیلهٔ شبکه نقاط تجاری جهانGTPNet:Global Trade Point Network
2. توانمندسازی نقاط تجاری با نظر به بهبود پایداری نقاط تجاری و کاهش وابستگی آن‌ها به منابع آنکتاد.

## مرکز توسعه نقطه تجاری ملل متحد
مرکز توسعه نقطه تجاری ملل متحد (UNTPDC) وابسته به آنکتاد در ژوئن ۱۹۹۳ تأسیس و ابتدا در بانکوک مستقر شد و از نزدیک با کمیسیون اجتماعی و اقتصادی آسیا و اقیانوسیه و مؤسسه آسیایی تکنولوژی همکاری می‌کرد. این مرکز از ژوئیه ۱۹۹۵ به ملبورن (استرالیا) منتقل شد و در آنجا توسط مؤسسه تکنولوژی رویال ملبورن پشتیبانی می‌شود. این مؤسسه در زمینه مباحث تحقیق و توسعه با مرکز توسعه نقطه تجاری ملل متحد همکاری می‌کند.